# Hildebrandtia (roślina)
Hildebrandtia – rodzaj roślin z rodziny powojowatych (Convolvulaceae). Obejmuje 11 gatunków. Występują one na Półwyspie Arabskim i we wschodniej Afryce od Somalii i Etiopii po Tanzanię i Madagaskar. Owoce niektórych gatunków są jadalne.

## Morfologia
PokrójKrzewy o pędach płożących i wspinających się.
LiściePojedyncze lub czasem skupione po 2–5 na krótkopędach. Blaszki nagie lub owłosione po obu stronach, zarówno wełnisto jak i jedwabiście srebrzysto.
KwiatyJednopłciowe (rośliny dwupienne), pojedyncze lub skupione po 2–4 w pęczki. Kwiaty męskie siedzące lub szypułkowe. Działki kielicha 4–5, równe lub nierówne rozmiarami (w tym drugim wypadku trzy zewnętrzne są większe). Korona rurkowata, 4–5-klapowa, biaława, kremowa lub zielonkawożółta. Pręcików 4–5, z których dwa są dłuższe od pozostałych. Zredukowany słupek z dwiema szyjkami. Kwiaty żeńskie są szypułkowe. Działki kielicha 4–5, nierówne rozmiarami (dwie lub trzy zewnętrzne są większe). Korona taka jak w kwiatach męskich. Zalążnia dwukomorowa z dwoma zalążkami w każdej komorze. Szyjki słupka dwie, każda z rozwidlonym znamieniem. Prątniczki w liczbie 4–5.
OwoceKulistawe lub jajowate torebki, nagie, otoczone powiększonymi działkami kielicha. Zawierają od jednego do czterech trójkanciasto-jajowatych nasion, o łupinie brązowej lub ciemnobrązowej, siateczkowatej.

## Systematyka
Pozycja systematyczna
Rodzaj z plemienia Cresseae z podrodziny Dichondroideae w obrębie rodziny powojowatych (Convolvulaceae).
Wykaz gatunków 
- Hildebrandtia africana Vatke
- Hildebrandtia aloysii (Chiov.) Sebsebe
- Hildebrandtia austinii Staples
- Hildebrandtia diredawaensis Sebsebe
- Hildebrandtia linearifolia Verdc.
- Hildebrandtia obcordata S.Moore
- Hildebrandtia promontorii Deroin
- Hildebrandtia sepalosa Rendle
- Hildebrandtia sericea Hutch. & E.A.Bruce
- Hildebrandtia somalensis Engl. ex Peter
- Hildebrandtia valo Deroin